# Калчано
Калча̀но (на италиански: Calciano, на местен диалект Cauchëscìanë, Каучъшанъ) е село и община в Южна Италия, провинция Матера, регион Базиликата. Разположено е на 425 m надморска височина. Населението на общината е 784 души (към 2012 г.).